# Герменешть (Банка, Васлуй)
Герменешть, Герменешті (рум. Ghermănești) — село у повіті Васлуй в Румунії. Входить до складу комуни Банка.
Село розташоване на відстані 249 км на північний схід від Бухареста, 35 км на південь від Васлуя, 94 км на південь від Ясс, 100 км на північ від Галаца.

## Населення
За даними перепису населення 2002 року у селі проживали 552 особи, усі — румуни. Усі жителі села рідною мовою назвали румунську.